# Bao (Kurzfilm)
Bao ist ein computeranimierter Kurzfilm von Pixar aus dem Jahr 2018. Der Film wurde vor dem Hauptfilm Die Unglaublichen 2 ab dem 15. Juni 2018 in den US-Kinos und ab dem 27. September 2018 in deutschen Kinos gezeigt. Er kommt ohne gesprochene Worte aus.
Bei der 91. Oscarverleihung erhielt der Film den Oscar in der Kategorie Bester animierter Kurzfilm.
Der Kurzfilm handelt von einer Kanadierin mit chinesischen Wurzeln, die unter dem Empty-Nest-Syndrom leidet, aber eine unerwartete zweite Chance des Mutterseins erhält, als ein von ihr gemachter Baozi (Dumpling) als Junge zum Leben erwacht.

## Inhalt
Eine chinesischstämmige ältere Kanadierin, die in Toronto lebt, bereitet für sich und ihren Mann Baozis zu. Nachdem ihr Mann überstürzt zur Arbeit gegangen ist, isst sie ihre Baozis für sich auf. Als sie im Inbegriff ist, in den letzten zu beißen, schreit dieser plötzlich auf. Sie spuckt ihn wieder aus; er entwickelt Körper, Arme und Beine. Ohne großes Vertun behandelt sie ihn wie ein Sohn und zieht ihn groß. Wie in einem Schnelldurchlauf entwickelt sich der Baozi vom Baby zum Fußball-interessierten Kind und wiederum zum trotzigen Teenager. Schließlich kommt der Baozi mit seiner Verlobten (einer Menschenfrau) nach Hause, um seine Siebensachen zu holen und auszuziehen. Der Mutter gelingt es, ihn vor dem Verlassen des Hauses von seiner Verlobten zu trennen; am Ende der hitzigen Auseinandersetzung greift sie zum letzten Mittel, verschlingt den Baozi und bricht, nachdem sie sich ihrer Tat gewahr wird, unter Tränen zusammen.
Später erwacht sie auf ihrem Bett; ihr Mann schickt ihr ihren wahren Sohn ins Schlafzimmer, dessen Gesichtsmerkmale im Groben dem des Baozis entsprechen (somit ist es als Allegorie zu sehen). Er soll sich offenbar entschuldigen und bringt daher das gleiche Backwerk, das er anscheinend regelmäßig in seiner Kindheit mit seiner Mutter aß. Sie essen es gemeinsam und vergießen dabei Tränen. Später machen sie zusammen mit dem Familienvater und der Verlobten, die die gleiche wie im allegorischen Traum ist, Dumplings, was dem Sohn weniger gut und der Verlobten sehr gut gelingt.

## Produktion
Bao ist der erste der 35 Pixar-Kurzfilme, bei dem eine Frau Regie führte.

## Auszeichnungen
Bei der Oscarverleihung 2019 wurde der Film als Bester animierter Kurzfilm ausgezeichnet.